# Décès en février 1944
Décès
- 1940
- 1941
- 1942
- 1943
- 1944
- 1945
- 1946
- 1947
- 1948

Pour une information complémentaire, voir la page d'aide.

| Date       | Nom                            | Pays                       | Activités                                                                        | Âge | Source |
| ---------- | ------------------------------ | -------------------------- | -------------------------------------------------------------------------------- | --- | ------ |
| 5 février  | Marie-Alphonsine Loretti       | Drapeau de la France libre | Ambulancière militaire française première femme décorée de la Médaille militaire | 28  |        |
| 10 février | Adolphe Le Gualès de Mézaubran | Drapeau de la France       | Résistant et homme politique français.                                           | 58  |        |
| 16 février | Henri Nathansen                | Drapeau du Danemark        | Écrivain et metteur en scène danois.                                             | 75  |        |